# Позоришни ловор
Позоришни ловор (свк. Prehliadka slovenskej ochotníckej divadelnej tvorby - Divadelný vavrín) је смотра аматерског позоришног стваралаштва Словака у Војводини.

## Историјат
Смотра се одржава сваке године у циљу презентације и конфронтације уметничких достигнућа у одређеној позоришној сезони. То је уједно и најзначајнији фестивал аматерског позоришта Словака у Србији. Због чињенице да је словачка мањина претежно присутна у Војводини фестивал има покрајински карактер.
Манифестација је први пут одржана 1970. године у Бачком Петровцу, у Позоришту ВХВ. Прве четири године организована је заједно са смотром дечијих ансамбала. Данас се Смотра организује наизменично у Бачком Петровцу, Старој Пазови и Ковачици, или по договору у неком другом месту у Србији у којем живе Словаци. 
Од 2010. године Смотра носи назив „Позоришни ловор” (Divadelný vavrín). Термин одржавања је март-април.